# Куэва-де-лос-Гуачарос
Куэва-де-лос-Гуачарос («пещера гуахаро», исп. el Parque Nacional Natural Cueva de los Guácharos) — национальный природный парк Колумбии. Сформирован в 1960 году и является старейшей из охраняемых территорий Колумбии. Парк расположен на западе Колумбийской Восточной Кордильера в департаментах Уила и Какета. Занимает 90 км².
В авифауне национального природного парка отмечено 292 вида птиц. Помимо птиц в парке встречаются 62 вида млекопитающих.